# Dalseong-gun
Dalseong-gun (en coreano: 달성군) es un gun que ocupa gran parte del sur y el oeste de Daegu, Corea del Sur. Un distrito en gran parte rural situada a lo largo del río Nakdong, que representa casi la mitad del área total de Daegu. 
Al igual que las otras unidades del gobierno local en Corea del Sur, Dalseong-gun goza de un grado moderado de la autonomía local.  La sede del gobierno se encuentra en Nongong-eup.
Dalseong-gun entra en los registros históricos en 757, como Daegu-hyeon, filial de Suchang-gun (hoy en día Suseong-gu). Dalseong-gun se convirtió en parte de la ciudad metropolitana de Daegu en 1995, como parte de una reforma general de los gobiernos locales.
Como el interior del país, cerca de Daegu, Dalseong-gun es conocido como un centro de la horticultura y el turismo. Monumentos históricos de Dalseong-gun incluyen Biseulsan y la zona del complejo Naengcheon debajo Paljoryeong.
El nombre Dalseong significa "Castillo Dal", y viene del nombre anterior de Daegu, Dalgubeol.

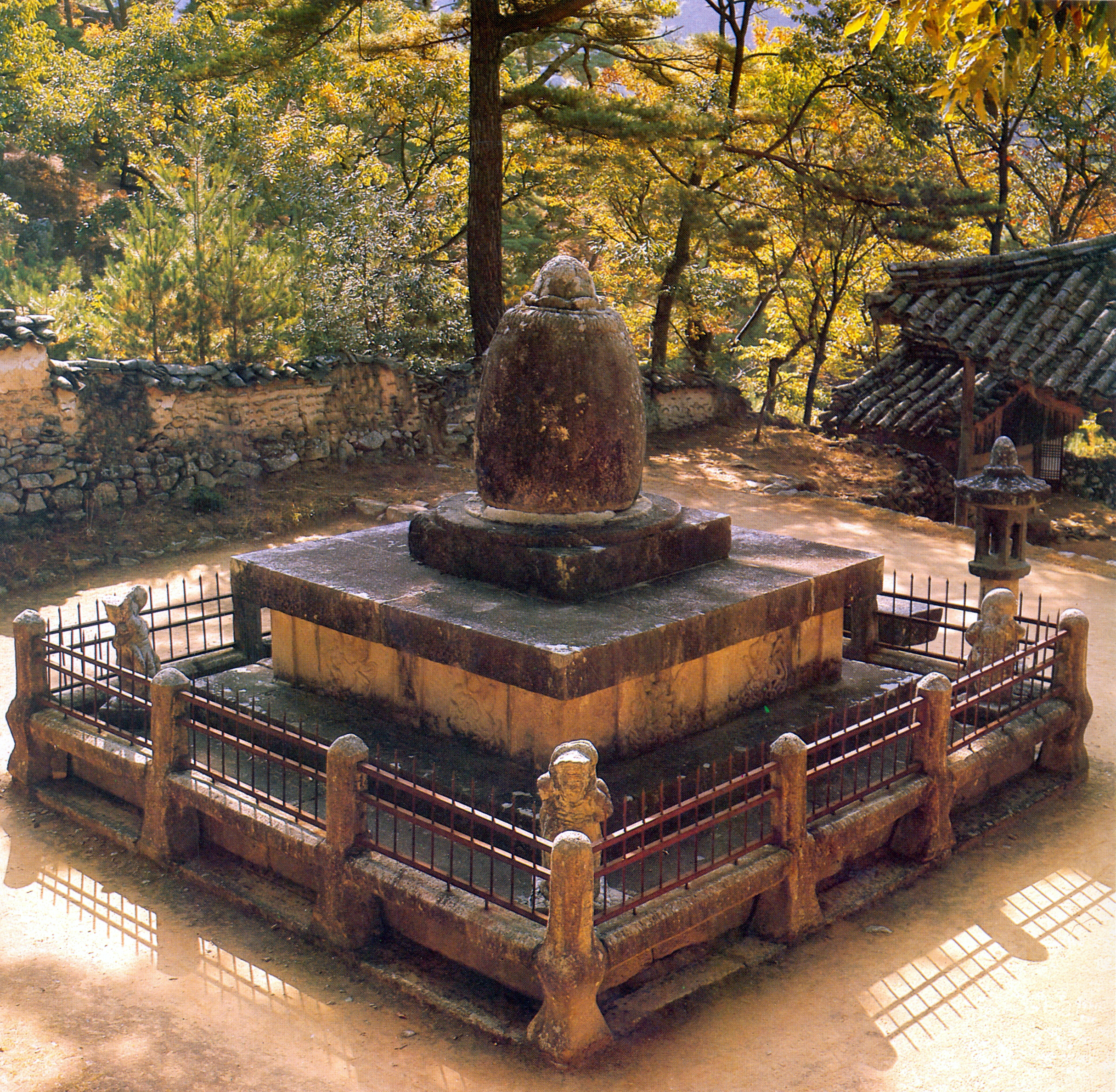
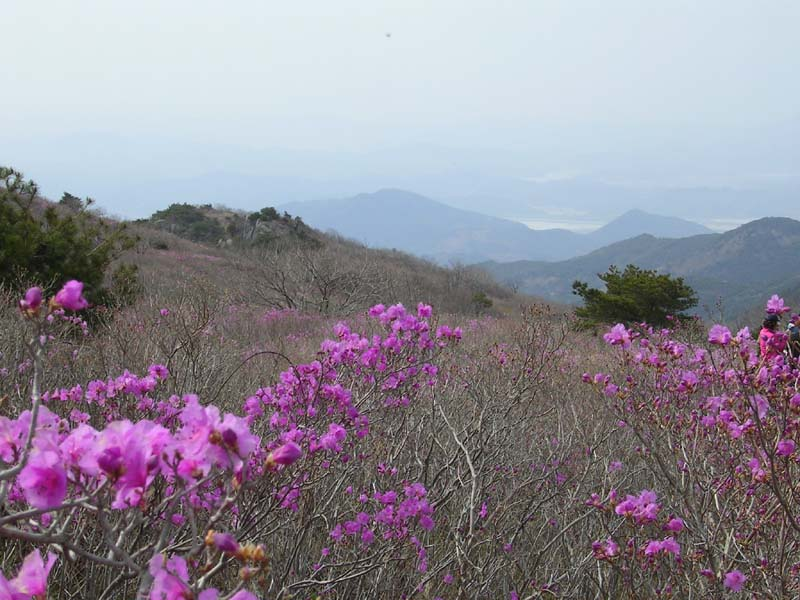

## Divisiones administrativas

- Dasa-eup
- Hwawon-eup
- Nongong-eup
- Gachang-myeon
- Guji-myeon
- Habin-myeon
- Hyeonpung-myeon
- Okpo-myeon
- Yuga-myeon